# Valdosaurus
Valdosaurus é um género de dinossauro herbívoro encontrado na Ilha de Wight e em outros lugares na Inglaterra, Espanha e possivelmente também da Romênia. Viveu durante o Cretáceo Inferior.

## Nomeação
Em 1975 Peter Galton os nomeou como uma nova espécie de Dryosaurus: Dryosaurus canaliculatus. O nome específico significa "com um pequeno canal" em latim, referindo-se a um sulco distinto entre os condyles da coxa inferior. Em 1977 Galton nomeou um novo gênero para eles: Valdosaurus, o nome que está sendo derivado do latim Valdus, "Wealden", uma referência ao Grupo Wealden. Sua espécie de tipo, D. canaliculatus, foi assim renomeada V. canaliculatus. Uma segunda espécie, V. nigeriensis, foi descrita por Galton e Philippe Taquet de rochas mais jovens do Níger em 1982; Em 1998, William Blows inadvertidamente nomeou outra espécie, Valdosaurus dextrapoda, incluindo este nome em uma lista, mas isso foi um erro, e a espécie nunca foi apoiada. Faltou a descrição, é um nudum nomen.[carece de fontes?]

## Distribuição e material
Ter um parente europeu próximo da forma americana Dryosaurus nomeada levou a maior parte do material fóssil dryosauride da Europa a ser referido ao Valdosaurus. Valdosaurus foi visto não apenas como presente na Inglaterra (a Formação Wessex da Ilha de Wight e os Leitos Hastings de West Sussex), mas provavelmente também na Espanha.[carece de fontes?] Estas unidades rochosas foram depositadas entre os palcos berriasiano e barremiano, entre aproximadamente 145 e 125 milhões de anos atrás. V. canaliculatus seria então conhecido a partir de ossos da coxa, extensos elementos pós-craniais adicionais, mandíbulas inferiores parciais e dentes.
Em 2009, no entanto, Galton revisou criticamente o material do Valdosaurus. Ele concluiu que nenhum fóssil de fora da Inglaterra poderia ser confiável encaminhado ao gênero. Assim, ele deu a V. nigeriensis seu próprio gênero: Elrhazosaurus. Mesmo de muitos dos espécimes ingleses, não se sabia se pertenciam ao Valdosaurus, incluindo todos os elementos cranianos e dentes. Alguns ossos de subida e pélvis da Formação de Argila De Teia Superior (falecido Barremian) foram referenciados a V. canaliculatus. Alguns materiais dos primeiros Leitos Hastings (Valanginian) foram encaminhados para um Valdosaurus sp. Galton estabeleceu que Richard Owen tinha em 1842 sido o primeiro a descrever os ossos das coxas do Valdosaurus, espécimes BMB 004297-004300, atribuindo-os a Iguanodon. Galton enfatizou que, embora o tipo femora fosse muito pequeno, quatorze centímetros de comprimento (o que levou a estimativas de um comprimento de 1,2 metros e um peso de dez quilos), estes eram de um indivíduo juvenil e que um adulto teria sido um "euornithopod de tamanho médio", com alguns ossos da coxa atingindo um comprimento de meio metro.
Em 2016, um novo espécime de Valdosaurus foi descrito. O espécime é o mais completo já encontrado, que foi encontrado na articulação e inclui uma série dorsal parcial, uma cauda quase completa, material pélvico e ambos os membros traseiros. Em vida, o espécime teria cerca de 4-5 metros de comprimento.

## Filogenia
Galton atribuiu Valdosaurus ao Hypsilophodontidae, mas este grupo não natural parafíletico foi largamente abandonado. Hoje, Valdosaurus é geralmente considerado um membro do Dryosauridae.